# Сарана Федір Кузьмович
Фе́дір Кузьми́ч Сарана́ (26 вересня 1921, с. Йосипівка, нині Новомиргородського району Кіровоградської області — 1 серпня 1995, Київ; поховано в рідному селі) — український бібліограф і літературознавець. Шевченкознавець.
Був членом КПРС (від 1951).

## Твори
Бібліографічні покажчики та розвідки:
- «Матеріали до бібліографії Шевченкіани за роки Великої Вітчизняної війни» (1958),
- «Стан і завдання бібліографії Шевченкіани» (1961),
- «Патріотичне значення творчості Т. Шевченка в роки Великої Вітчизняної війни Радянського Союзу» (1963),
- «Тарас Шевченко в бібліографії» (1964),
- «Дослідження в Інституті Тараса Шевченка спадщини поета» (1968),
- «Т. Г. Шевченко. Бібліографія ювілейної літератури. 1960—1964» (1968)
- «Герасименко Володимир Якович» // Українська літературна енциклопедія : В 5 т. / редкол.: І. О. Дзеверін (відповід. ред.) та ін. — К. : Голов. ред. УРЕ ім. М. П. Бажана, 1988. — Т. 1 : А—Г.  — С. 408—409.та ін.

Упорядник (у співавторстві) збірника документів і матеріалів «Тарас Шевченко. 1914—1963» (Київ, 1963).

## Бібліографічна діяльність
Інтерес Федора Кузьмовича Сарани до бібліографії виник у 1940-х роках, коли він був студентом Київського бібліотечного технікуму і навчання встигав поєднувати з бібліотечною роботою. З того часу він присвятив свою наукову діяльність українській книзі — на ниві бібліографії, літературознавства, енциклопедичної справи, бібліофільства.
Федір Сарана почав друкуватися у галузі бібліографії та літературознавства з 1945 року, і з того часу він опублікував і упорядкував понад 250 видань.
Найбільш сталою і результативною у науково-бібліографічній та редакційно-видавничій діяльності Федір Сарани була шевченківська тематика.
У 1958 році Федір Кузьмович опублікував «Матеріали до бібліографії Шевченкіани а роки Великої Вітчизняної війни», що підсумком його творчих пошуків.
У 1968 році виходить капітальна праця Сарани: «Т. Г. Шевченко: Бібліографія ювілейної літератури. 1960—1964 рр.», що увійшла у золотий фонд нашої бібліографії. Особливе місце у вивченні бібліографічної Шевченкіани займає вступна стаття «Тарас Шевченко в бібліографії», де покажчики, укладеного М. Багричем, «Т. Г. Шевченко. Бібліографічний покажчик (1917—1963 рр.)»
Привертають велику увагу також статті вченого — «Патріотичне знання творчості Т. Г. Шевченка в роки Великої Вітчизняної війни Радянського Союзу».
Крім творчості Т. Г. Шевченка, велику любов і увагу вченого привертала діяльність таких українських письменників, як А. Тесленка, Ю. Яновського.
Значне місце в бібліографічній діяльності дослідника займає посібник про життя і творчість Ю. Яновського, який складається із чотирьох розділів. Упершому розділі подаються твори письменника в хронологічній послідовності з 1924 року до 1957 року. Велика кількість перекладів Ю. Яновського, крім російських, сюди не включені.
Багаторічна і плідна діяльність Федора Сарани на ниві бібліографії збагатила таку галузь знань, як слов'янська філологія. Видавалася фундаментальна бібліографічна робота «Слов'янська філологія на Україні». Бібліографія бере участь у виданні перших двох її випусків. Хронологічним продовженням цієї роботи став покажчик «Слов'янська філологія на Україні (1963—1967 рр.)».

## Премії та вшанування
- 1980 — Державна премія УРСР імені Тараса Шевченка (разом ще із чотирма дослідниками — Євгеном Кирилюком, Василем Бородіним, Петром Журом, Юрієм Івакіним) за «Шевченківський словник» у двох томах.
- у вересні 2016 року в Йосипівці відкрито меморіальну дошку Федору Сарані.